# Jan Wejchert

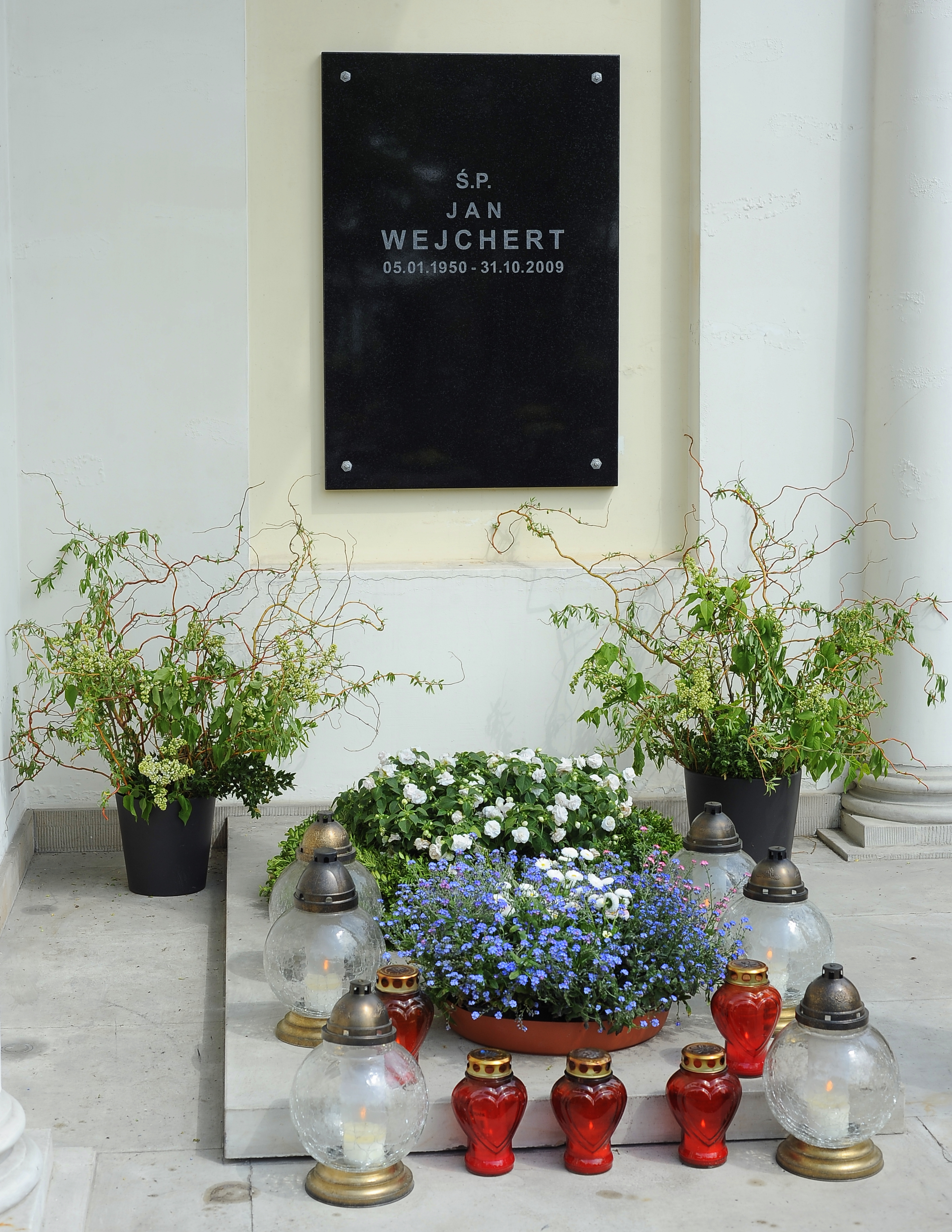
Grabstein von Jan Wejchert auf dem Friedhof in Warschau-Wilanów

Jan Bohdan Wejchert (* 5. Januar 1950; † 31. Oktober 2009) war ein polnischer Geschäftsmann und Medienunternehmer. Er war einer der Gründer der Mediengruppe ITI und als Investor in verschiedenen anderen Firmen und Bauprojekten engagiert. Wejchert gehörte im Jahr 2007 zu den zehn reichsten Polen.

## Leben
Wejchert ging am III. Liceum Ogólnokształcące in Danzig zur Schule. Er studierte an der wirtschaftswissenschaftlichen Fakultät der Universität Warschau. 1968 besuchte er England, Frankreich, die Schweiz und Italien. 1974 begann er eine Tätigkeit bei der Frankfurter Handelsgesellschaft Konsuprod GmbH & Co. Zwei Jahre später gründete er die polnische Tochtergesellschaft der Firma, eine der ersten ausländischen Direktinvestitionen im sozialistischen Polen. Dieses Unternehmen vertrieb vor allem aus Indien importierte Videorecorder.
Im Jahr 1984 gründete Wejchert gemeinsam mit Mariusz Walter die ITI-Gruppe (International Trading and Investment), die zunächst in der Herstellung von Kartoffelchips tätig war. Wejchert war Geschäftsführer der Firma. Ein weiterer Gesellschafter war seit 1991 Bruno Valsangiacomo. 1997 war Wejchert Mitbegründer des polnischen Fernsehnetzwerkes TVN. Er war Vorstandsmitglied und später Aufsichtsratsmitglied bei der Sendergruppe. Ebenfalls war er an anderen Investitionen der ITI-Gruppe beteiligt, wie dem Internetportal Onet.pl, in dessen Geschäftsführung er auch tätig war. Außerdem war er Mitbesitzer des Warschauer Fußballclubs Legia Warschau. 2007 trat er von seinen Funktionen bei TVN zurück.
Im März 2008 entschied das Warschauer Bezirksgericht nach einer Klage Wejcherts, dass der Politiker Antoni Macierewicz sich nicht beim Kläger wegen seiner Behauptung über angebliche Verbindungen Wejcherts mit dem polnischen militärischen Spionagedienst (Wojskowe Służby Informacyjne) entschuldigen müsse, da Macierewicz diese Aussage nicht als Privatperson, sondern als Staatsbediensteter getätigt habe. Für die falsche Behauptung musste sich stattdessen das polnische Verteidigungsministerium (Ministerstwo Obrony Narodowej) bei Wejchert entschuldigen.

Im Baubereich war Wejchert mit seiner Firma Wejchert Investments aktiv, so bei der Sanierung des baufälligen Sobański-Palastes, den Wejchert im Jahr 1996 erworben hatte und dem Umbau der ehemaligen Papierfabrik Stara Papiernia in Konstancin-Jeziorna zu einem Einkaufszentrum. Bei der Ortschaft Brześce in der Nähe von Warschau sollte der „Wejchert Golf Club“ entstehen. Als Gestalter des Golfplatzes wurde Robert Trent Jones jr gewonnen. Das Projekt beinhaltete die geplante Errichtung von 49 Wohnhäusern und wurde auf ein Investitionsvolumen von rund 250 Millionen Złoty veranschlagt. Mit den Bodenarbeiten wurde im Jahr 2018 begonnen, der Tod Weicherts verhinderte die Fertigstellung. Über mehrere Jahre blieb das Gelände ungenutzt, im Jahr 2013 wurde die Liquidation über die Wejchert Golf Club Sp z o.o. eröffnet.
Im Jahr 2007 listete die polnische Wochenzeitschrift Wprost Wejchert als den achtreichsten Polen. Sein Vermögen wurde auf 3,6 Milliarden Złoty geschätzt. In der Liste der reichsten Menschen der Welt („The World's Billionaires“) der Zeitschrift Forbes wurde er 2008 mit einem geschätzten Vermögen von 1,3 Milliarden USD auf Platz 897 gesetzt

„Er war einer der Begründer von freien Medien, unterstützte Kultur, organisierte erfolgreich Unternehmervertretungen und dachte nicht nur an, sondern handelte für die polnische Gesellschaft.“

Wejchert war verheiratet mit Aldona Weichert und hatte fünf Kinder. Sein Sohn Łukasz Wejchert wurde Mitglied der TVN-Geschäftsleitung und verantwortete die Entwicklung des Internetportals Onet Jan Wejchert lebte bis zu seinem Tod in Konstancin-Jeziorna, einem Vorort Warschaus. Er starb 2009 im Alter von 59 Jahren an einem Herzinfarkt, dem eine bakterielle Infektion und Sepsis vorangegangen war. Bereits seit 1993 litt er an Leukämie. 

## Auszeichnungen und Ehrenämter
1991 wurde Wejchert in die US-Poland Action Commission unter Zbigniew Brzeziński berufen. Wejchert war außerdem Mitbegründer des Polska Rada Biznesu und leitete diese Organisation als erster Vorsitzender. Dieser Club ist heute einer der einflussreichsten privaten Arbeitgeberorganisationen Polens. Im Jahr 1998 wurde Wejchert von Aleksander Kwaśniewski mit dem Orden Polonia Restituta ausgezeichnet. Bereits posthum – im Oktober 2010 – wurde von PRB der „Nagroda PRB im. Jana Wejcherta“ (deutsch: Jan Wejchert-Preis des PRB) zu Ehren Wejcherts gestiftet.